# Ual da Mulin
Der Ual da Mulin (deutsch: Mühlenbach) ist der dem Ual Draus folgende Abschnitt des Gewässers und gleichzeitig Zufluss des Vorderrheins in der Surselva im schweizerischen Kanton Graubünden. Er leitet das Wasser aus der Region der Gemeinde Laax auf der Höhe des Bahnhofes von Valendas-Sagogn der Rhätischen Bahn von links in den Rhein. Es ist in der Region nicht unüblich, dass sich der Name eines Flusses in dessen Verlauf zusammen mit der Umgebungscharakteristik ändert. Der Name Ual da Mulin kommt in der Region mehrfach vor, der nächstgelegene Fluss dieses Namens liegt im Val da Siat, knapp 7 Kilometer westlich.

## Geographie

### Ual da Mulin
Der Ual da Mulin fliesst im Beginn der Rheinschlucht in den Rhein und durchläuft auf den letzten Kilometern das Tobel Val da Mulin mit seinen bis 200 m hohen Steilwänden, welche aus demselben Material des Flimser Bergsturzes bestehen wie die Rheinschlucht selber. Das Tobel spaltet das Dorf Laax vom heutigen Touristenquartier Salums, wo früher Wiesen und Weiden eine Waldlichtung bildeten. Beim Flussübergang auf Höhe der Postautohaltestelle Laax Marcau stand früher die grössere der zwei Laaxer Mühlen sowie bis zum Orkan Vivian eine Sägerei.

### Ual da Draus
Ein mittlerer Teil des Gewässers trägt den Namen Ual da Draus. Es und fliesst über die Ebene von Plaun (romanisch für «Ebene») und durch das Val Plaun und das Val Vau. In diesen Bereichen nach der Ebene fliesst das Wasser grösstenteils bereits durch die Trümmer des Flimser Bergsturzes. Nur an einem kurzen Engnis im Val Vau wird anstehendes Gestein erreicht.

### Ual Ault
Aus dem Gebiet Vorabgletscher und Laaxer Stöckli/La Siala strebt je ein Wasser mit Namen Ual Ault (ault = «hoch», «oben») in Richtung Plaun. Ein Arm aus dem Gebiet La Siala verfügt dabei über eine Flussbifurkation. Das Wasser kann sowohl via die Alp Sogn Martin oder durch das Val da Dumengias (romanisch «Sonntagstal») nach Plaun gelangen.

## Kraftwerk
Seit 1961 wird das Wasser in Mulania (bei der Abzweigung nach Murschetg) im kleinen Speichersee Ual da Mulin des Flimser Elektrizitätswerks zurückgehalten. Das Wasser aus dem 26 km grossen Einzugsgebiet des Vorabgletschers wird von dort aus via eine Hangleitung nach Salums und durch eine Druckleitung hinunter in die Rheinschlucht im Kraftwerk Bargaus turbiniert.

## Galerie

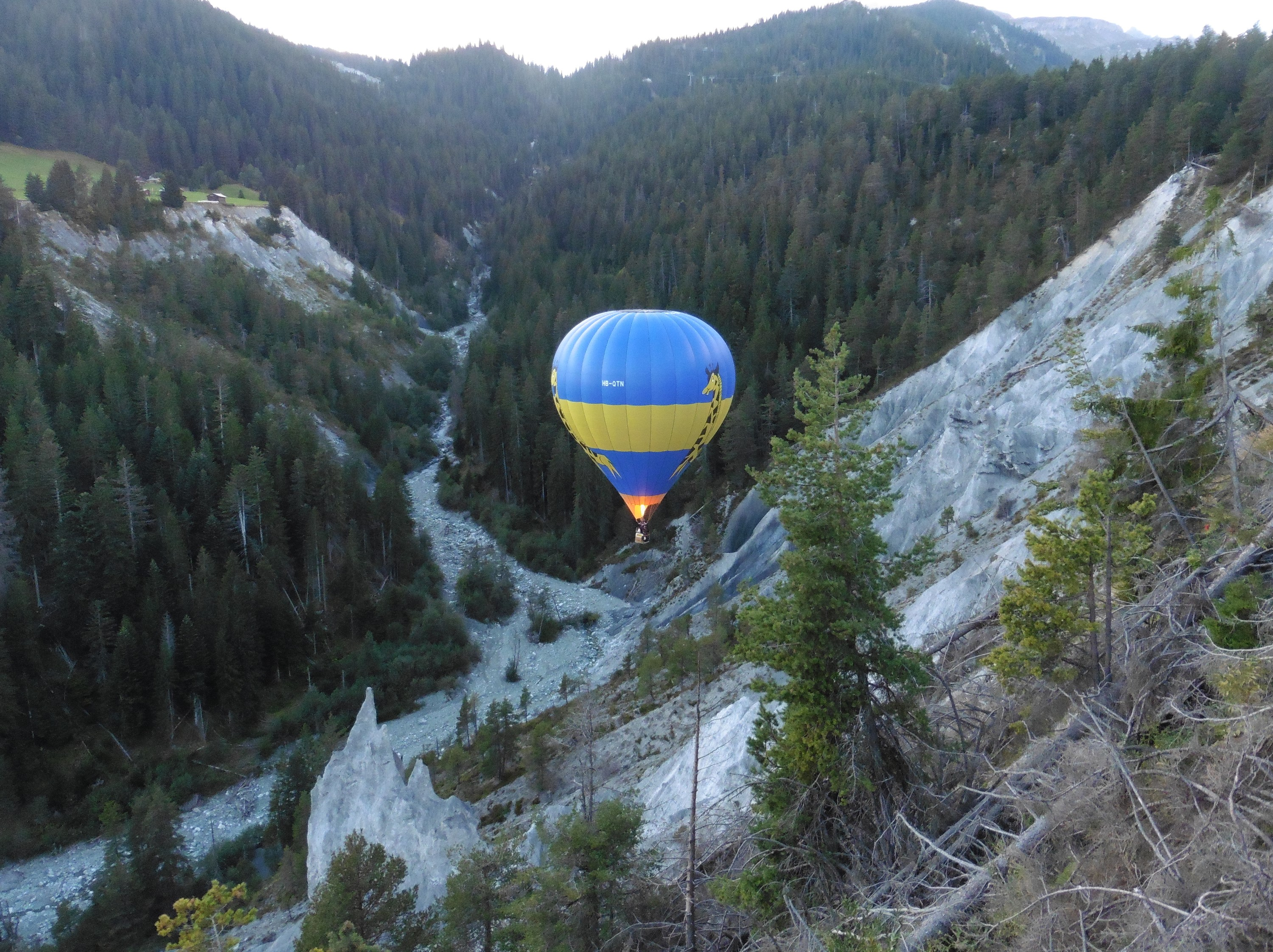
Ual da Draus im Val Vau (mittlerer Teil des Flusses) von Runca Sura nach Westen gesehen.
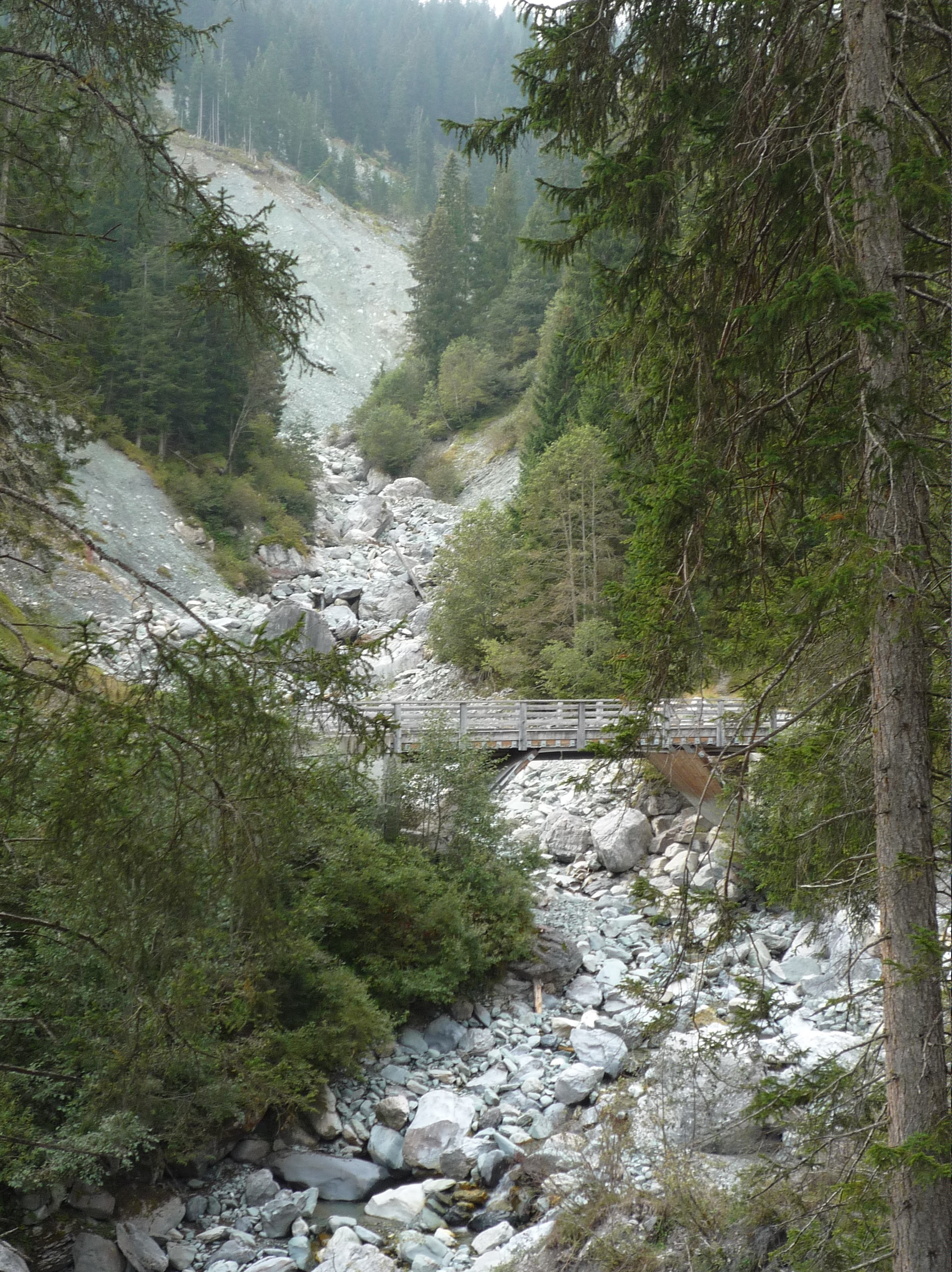
Ual da Draus bei der Brücke Val Vau hinauf gegen das Val Plaun gesehen.